# Wambolt’sches Schloss

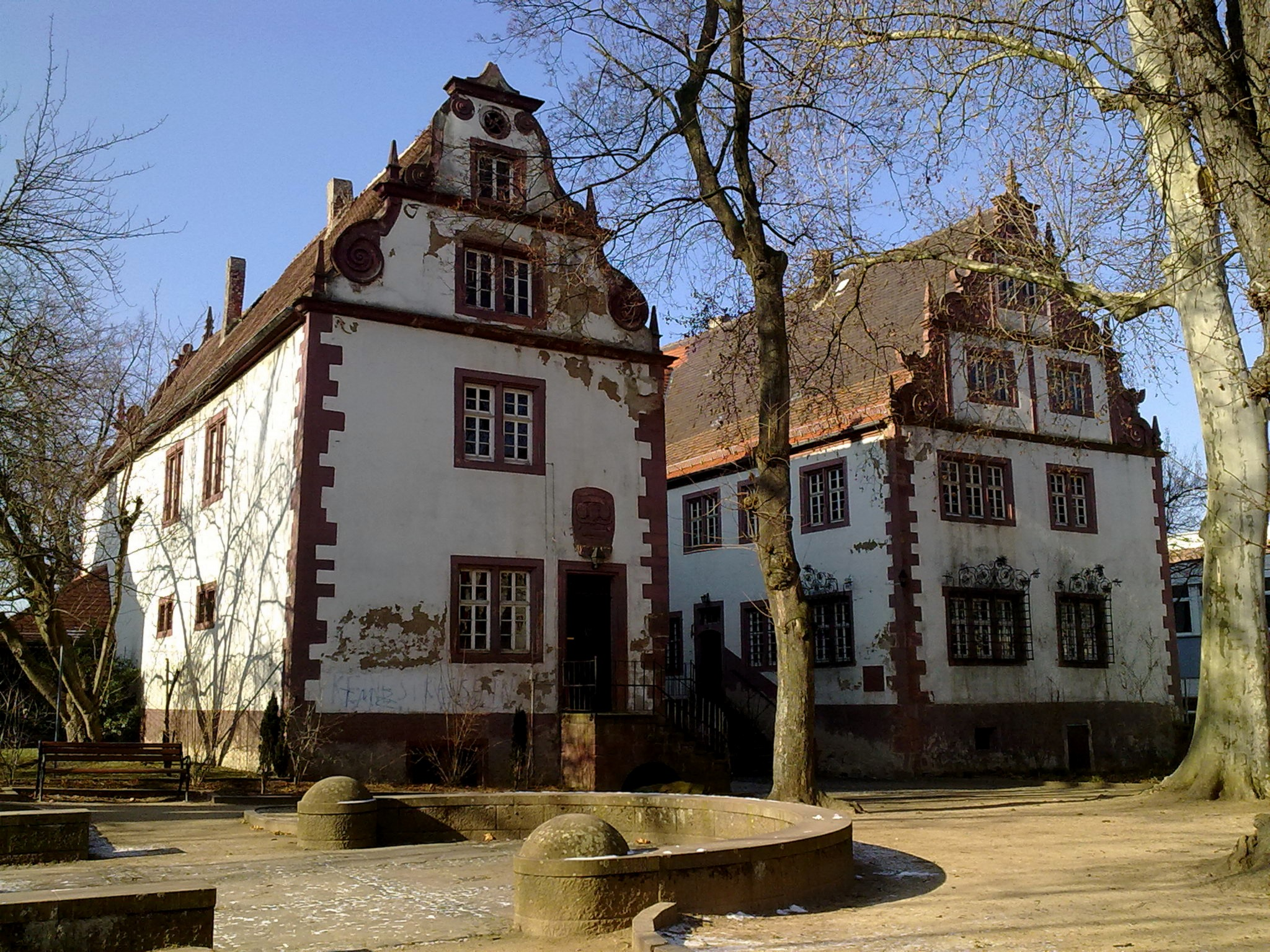
Wambolt’sches Schloss, Blickrichtung vom Park aus Osten in nordwestlicher Richtung

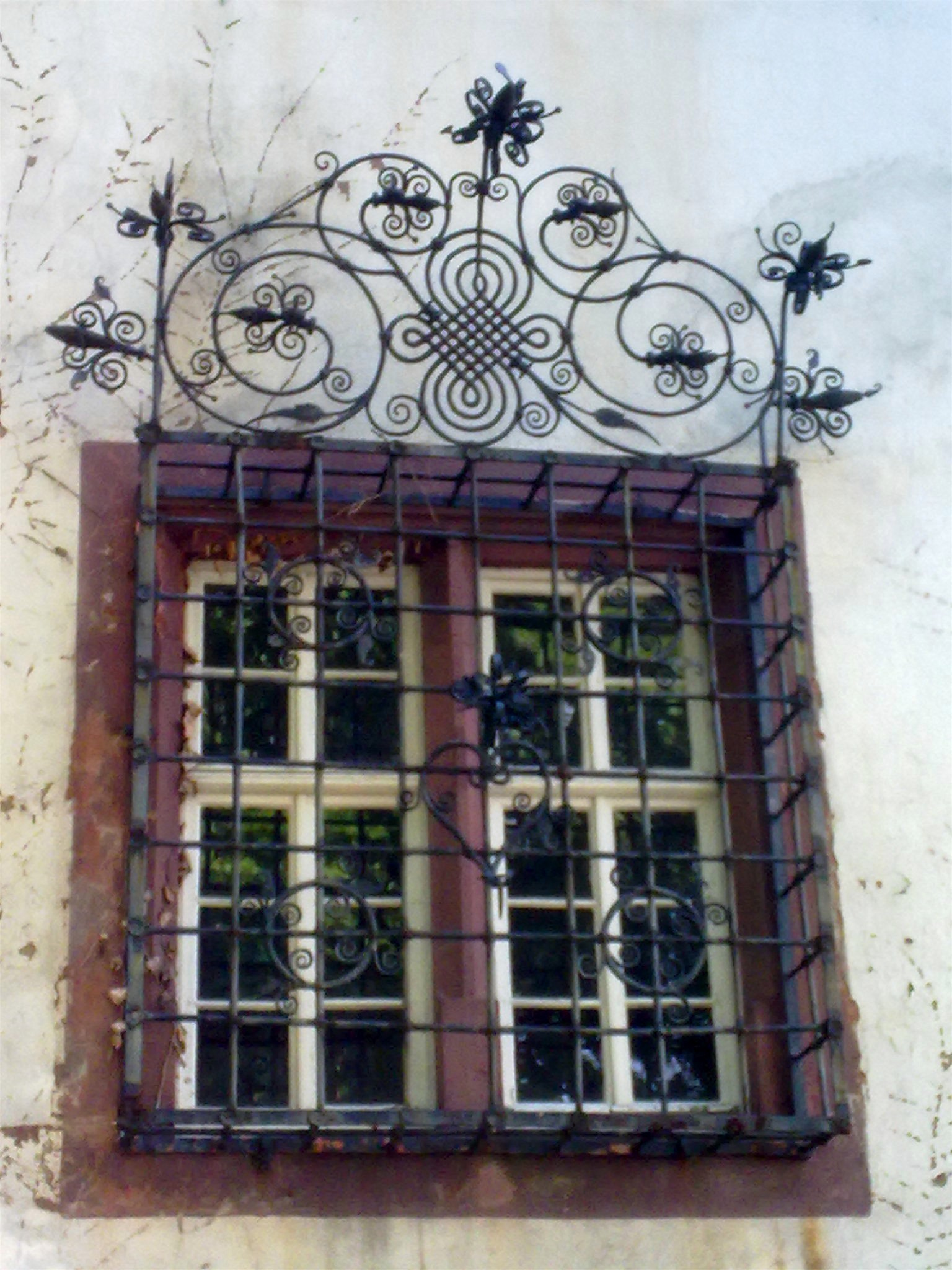
Die originalen Schmiedearbeiten am Fenster des Schlosses

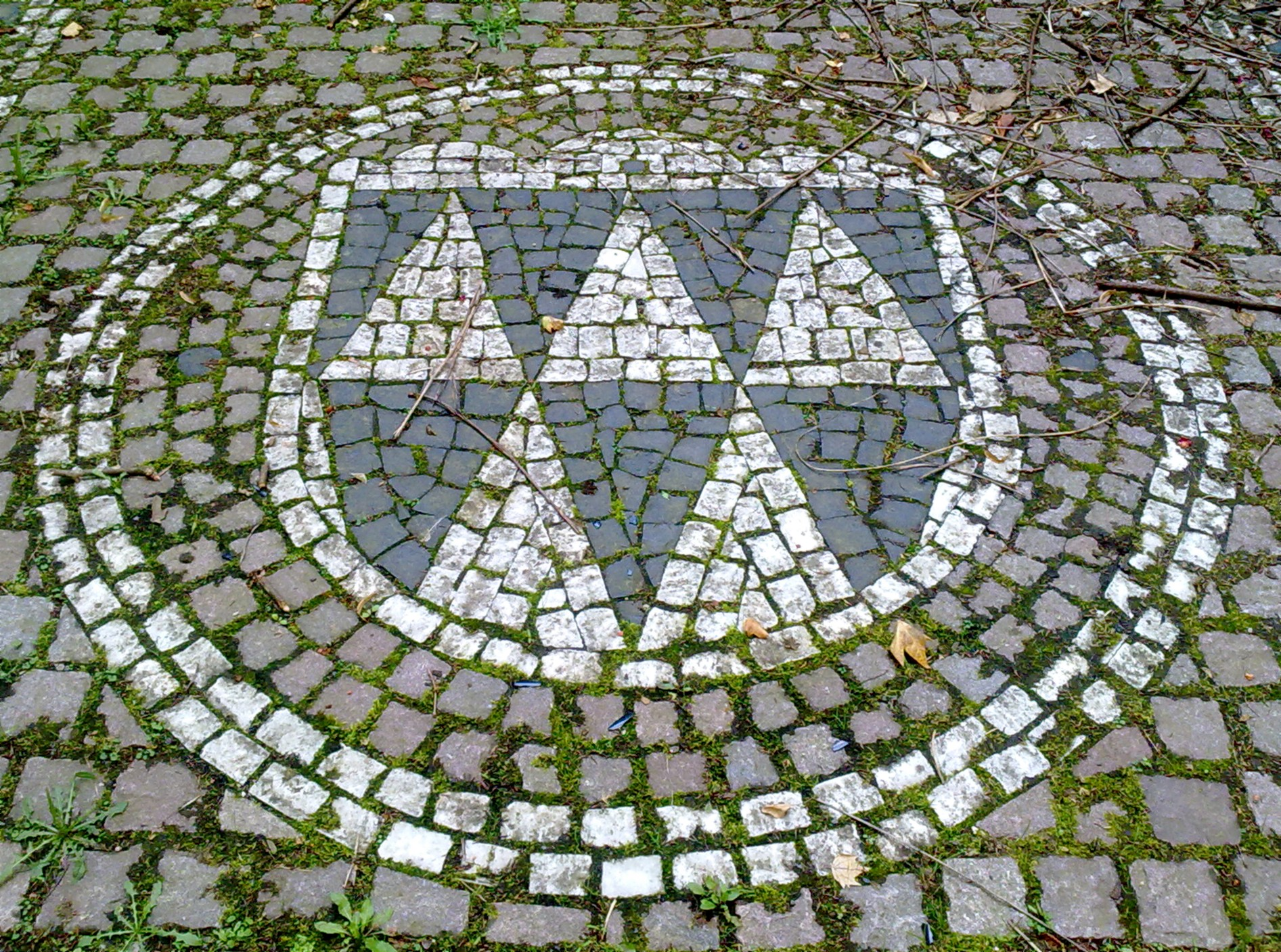
Wappen der Wambolt im Innenhof des Schlosses

Ansicht aus Süden: Westfront des Wambolt’schen Schlosses und eines Teiles der Südansicht des Curti-Schlosses auf einer Aufnahme von vor 1912

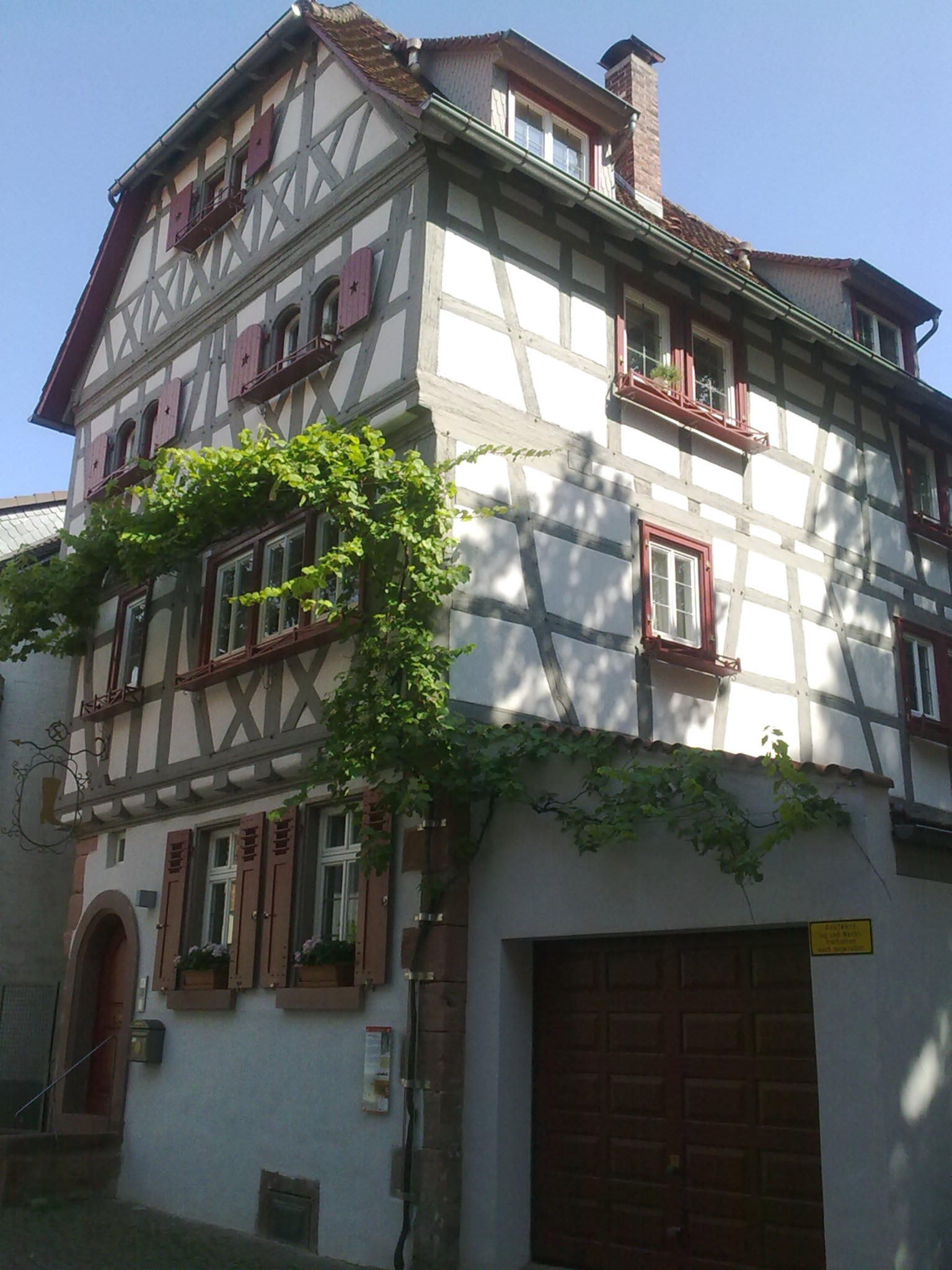
Das Jägerhaus, einziges erhalten gebliebenes Neben- und Wohngebäude im Schlossareal, steht unter Denkmalschutz.

Das Wambolt’sche Schloss ist ein stilprägender Renaissancebau der Stadt Groß-Umstadt im Landkreis Darmstadt-Dieburg in Hessen. Sein heutiges Aussehen entstand durch die zwei großen Flügelbauten zu Beginn und Ende des 17. Jahrhunderts, die mit dem Mittelteil eine U-förmige Dreiflügelanlage darstellen und als eine typische Stadtresidenz angesehen werden können. Ab etwa 1850 erhielt das Schloss seine heutige Form.

## Lage
Das Schloss befand sich einst am westlichen Ende der mittelalterlichen Stadt nahe zur ehemaligen Stadtmauer. Es liegt nördlich des nur wenige Meter entfernten Pfälzer Schlosses und südlich des ehemaligen Curti-Schlosses, das sich direkt auf der anderen Seite der Curtigasse befand, und von dem heute nur noch eine Wappentafel am Max-Planck-Gymnasium zeugt. Rodensteiner Schloss und ehemaliger Heddersdorf’scher Adelshof befinden sich nur 50 Meter nordöstlich des Wambolt’schen Schlosses. Das Schloss liegt heute im Innenstadtbereich von Groß-Umstadt mittig des Gevierts Realschulstraße, Curtigasse, Obere Marktstrasse und Pfälzer Gasse. Der repräsentative U-förmige Schlossbau ist nach Osten Richtung Innenstadt hin geöffnet.

## Geschichte
Das heutige Schlossareal wird erstmals 1036 als Besitz der adligen Familie von Hetterstorf (Heddersdorf, Hedersdorff) erwähnt, die ebenfalls eine lange Tradition in Umstadt hat, mehrfach mit den Wambolts verbunden waren und 1830 im Mannesstamm ausstarben. 1430 heiratet ein Hans Wambolt die Johanna von Hettersdorf und kommt in den Besitz der Fläche, das damals nur einige kleinere Gebäude aufwies.
Die Freiherren Wambolt von Umstadt standen in Diensten des Kurfürsten von der Pfalz. Die Freiherrn konnten nach und nach weitere Bürgerhäuser um das Areal erwerben und die Fläche erweitern. Sie sind auch schon im Frühmittelalter in Umstadt nachweisbar, hatten aber zuerst ihre Stammburg im Alten Wamboltschen Hof, dem heutigen Hettersdorf’schen Adelshof. Dieser kam erst nach 1570 infolge Erbstreitigkeiten an einen Vertreter der weitverzweigten von Hettersdorf. Ob dies eine Art verspätetes Tauschgeschäft war, ist nicht mehr nachweisbar.
Zwischen 1600 und 1602 wurde der Nordflügel für Philipp III. Wambolt von Umstadt (* 21. Mai 1545; † 29. Dezember 1620, ⚭ mit Anna Margarete Knebel von Katzenelnbogen) im Renaissancestil erbaut. Dabei wurde der wohl prunkvollste Teil des Schlosses hakenförmig an den Treppenturm eines alten überbauten Burgsitzes angebaut. Der Baubeginn des Schlosses fällt damit in die Zeit eines der bedeutendsten Vertreter der Wambold von Umstadt, Anselm Casimir Wambolt von Umstadt, dem späteren Kurfürst und Erzbischof von Mainz. Dieser war der Neffe von Philipp III.
Etwa 1671 wurde dann der Südflügel vom Obristen Friedrich von Wambolt errichtet. Der Treppenturm wurde nun in den Mittelteil integriert und die Kellergewölbe des alten Burgsitzes durch den Südflügel überbaut.
Zusammen mit den vorhandenen Gebäuden ergab sich eine große geschlossene Hofanlage. Von dieser umfriedeten Hofanlage mit Wirtschafts- und Nebengebäuden sind nur noch wenige Reste erhalten: das sogenannte Jägerhaus östlich der Curtigasse ist ein dreigeschossiger Fachwerkbau von 1609, der nördlich vorgelagerte Garten und der heute mit altem Baumbestand bestandene große Innenhof. Andere Nebengebäude, die Kutschenremise und das Kelterhaus sowie ein großer Vorhof existieren nicht mehr oder sind stark überbaut.
Bis etwa um 1700 bewohnten die Wambolts das Schloss als Reichsfreiherren, kurpfälzische Großhofmeister und Oberamtmänner. Später war es nur noch Verwaltungssitz für die umfangreichen Ländereien in Stadt und Umgebung. Erst im 20. Jahrhundert wurde es vom Freiherrn Bardo Wambolt von Umstadt und seiner Großmutter Baronin Maria Freiin von Falkenstein nochmals als Wohnsitz auserkoren.
Das Schloss beeindruckt vor allem durch die kunstvollen Schmuckformen: Fenster mit profilierten Sandsteingewänden, getriebene schmiedeeiserne Korbgitter und vor allem die Sandstein-Ornamente der Giebel, die dem Gebäude einen herrschaftlichen Charakter verleihen. Im Innern sind geometrisch aufgeteilte Stuckdecken sehenswert.

## Baudenkmal und kunsthistorische Bedeutung
Das Wambolt’sche Schloss ist ein eher untypischer, innerstädtischer adeliger Verwaltungshof aus der Zeit der Spätrenaissance. Zusammen mit dem gleichartigen, nur 100 Meter entfernten Groß-Umstädter Rathaus bildet es eine einmalige städtebauliche und stilistische Korrespondenz. Auffällig an dem Schloss ist der Widerspruch zwischen der auf weite Ansicht konzipierten repräsentativen Dreiflügelanlage mit ihren hohen Schaugiebeln und der typischen Umgebung in Form einer in sich geschlossenen Hofanlage mit einer ursprünglich recht primitiven Hofmauer. Die ebenfalls prächtige Westfront war durch die etwa 20 m entfernt verlaufende hohe Stadtmauer ebenfalls kaum einsehbar. An der Südseite stand die mächtige massive Zehntscheuer des Pfälzer Schlosses. Dieser Widerspruch ist heute noch in der Anlage des Schlosses innerhalb des Stadtraums spürbar.
Die wertvollsten Bauglieder und Bestandteile des Wambolt’schen Schlosses sind:
- die für ihre Zeit einzigartige und großzügige Dreiflügelanlage innerhalb einer kleinstädtischen Fachwerkbebauung
- die vier prächtigen, aus örtlichem roten Odenwald-Sandstein gearbeiteten, sehr plastischen Schaugiebel mit ihren Volutenhörnern, Pilaster, Obelisken und Lisenen.
- Die in Situ erhalten gebliebenen, drei schmiedeeisernen Korbgitter an den Fenstern des Nordflügels, mit ihren aufwändigen Spiralen, Blüten, Blättern und anderen Zierformen
- Die fünf erhalten gebliebenen, streng geometrischen und plastischen Stuckdecken mit den typischen Beschlagwerkverzierungen und einer Wappentafel (diese wurden vermutlich von Eberhard Fischer aus Babenhausen geschaffen)
- Die kuriose Sandsteinsäule im Erdgeschoss des Westflügels mit dem Motiv eines „säulenfressenden“ Drachenkopfes.

Von allen ehemals sieben Adelshöfen in Groß-Umstadt ist das Wambolt’sche Schloss das kunstgeschichtlich wertvollste und am besten in seiner Substanz erhaltene.
Es gehört regional und stilistisch gesehen zur sogenannten Lichtenberger Schule.
Diese bekam ihren Namen vom Schloss Lichtenberg im nordwestlichen Odenwald, dem ersten großen Schlossbau der Renaissance in der damaligen Landgrafschaft Hessen-Darmstadt. Zeitlich, gestalterisch und herrschaftlich befand sich das Wambolt’sche Schloss im Einflussbereich der prächtigen Schlossresidenzen von Darmstadt, Heidelberg und Aschaffenburg. Da die Epoche vor dem Dreißigjährigen Krieg eine wirtschaftliche Blütezeit nicht nur in den deutschen Landen war, entwickelte sich von 1550 bis 1600 eine rege Bautätigkeit. Es gibt kaum eine Burg, ein Schloss oder Rathaus, das nicht in dieser Zeit einen Umbau, Anbau oder Neubau mit Renaissancegiebeln, Erkern, Portalen erfuhr.
Jene schmuckreiche „welsche Manier“, wie man den Stil zu jener Zeit nannte, verbreitete sich durch zahlreiche Vorlagenbücher z. B. eines Wedelin Ditterlin oder eines Vredeman de Vries in ganz Nordeuropa aus. Zudem wanderten die oft aus Oberitalien oder Flandern stammenden Baumeister und Steinmetze von Baustelle zu Baustelle oder wurden von ihren Bauherren weiterempfohlen. Dadurch überschneiden sich die Bauten und Stile überall und ergeben eine unendliche Fülle an formalen Einzelheiten, die zusammengenommen ein meisterliches, stolzes, aber oft auch verschrobenes Konzert ergeben, das wir heute die Baukunst der Renaissance nennen.
Die größte Ähnlichkeit haben die Umstädter Giebel mit denen der Schließerei und der Mühle am Schloss Fürstenau in Michelstadt-Steinbach. Verwandt sind auch das Jagdschloss Kranichstein, das Darmstädter Rathaus, sowie die Schlösser in Kelsterbach und Höchst, um nur einige Beispiele zu nennen. Gegenüber dem Lichtenberger Vorbild sind die Umstädter Giebel wesentlich aufwändiger und „manieristischer“ gestaltet. Auch findet man in der deutschen Renaissancebaukunst nur selten Fassaden, die so gut proportioniert sind wie die Umstädter. Oft sind die deutschen Renaissancegiebel nur als kleine Zwerchgiebel ausgebildet oder wirken wie aufgesetzt, oder enden in einem unruhigen, überladenen Stilgemisch, wie es häufig in der Weser-Renaissance auftaucht. In Groß-Umstadt dagegen sind es wohlausgewogene, räumlich gefasste, klar durchgeführte Entwürfe, die einen eindeutigen Kulminationspunkt besitzen und dadurch einen starken vertikalen Höhendrang entwickeln. Das sieht man schon an dem ungewöhnlichen Verhältnis zwischen Unterbau und Giebelaufbau. Der Giebel nimmt über die Hälfte der Gebäudehöhe ein.
Insgesamt gehört das Wambolt’sche Schloss zu den wichtigsten Baudenkmälern des Kreises Darmstadt-Dieburg und ist ein wertvolles Zeugnis der Renaissancearchitektur in Südhessen.

### Wappentafel

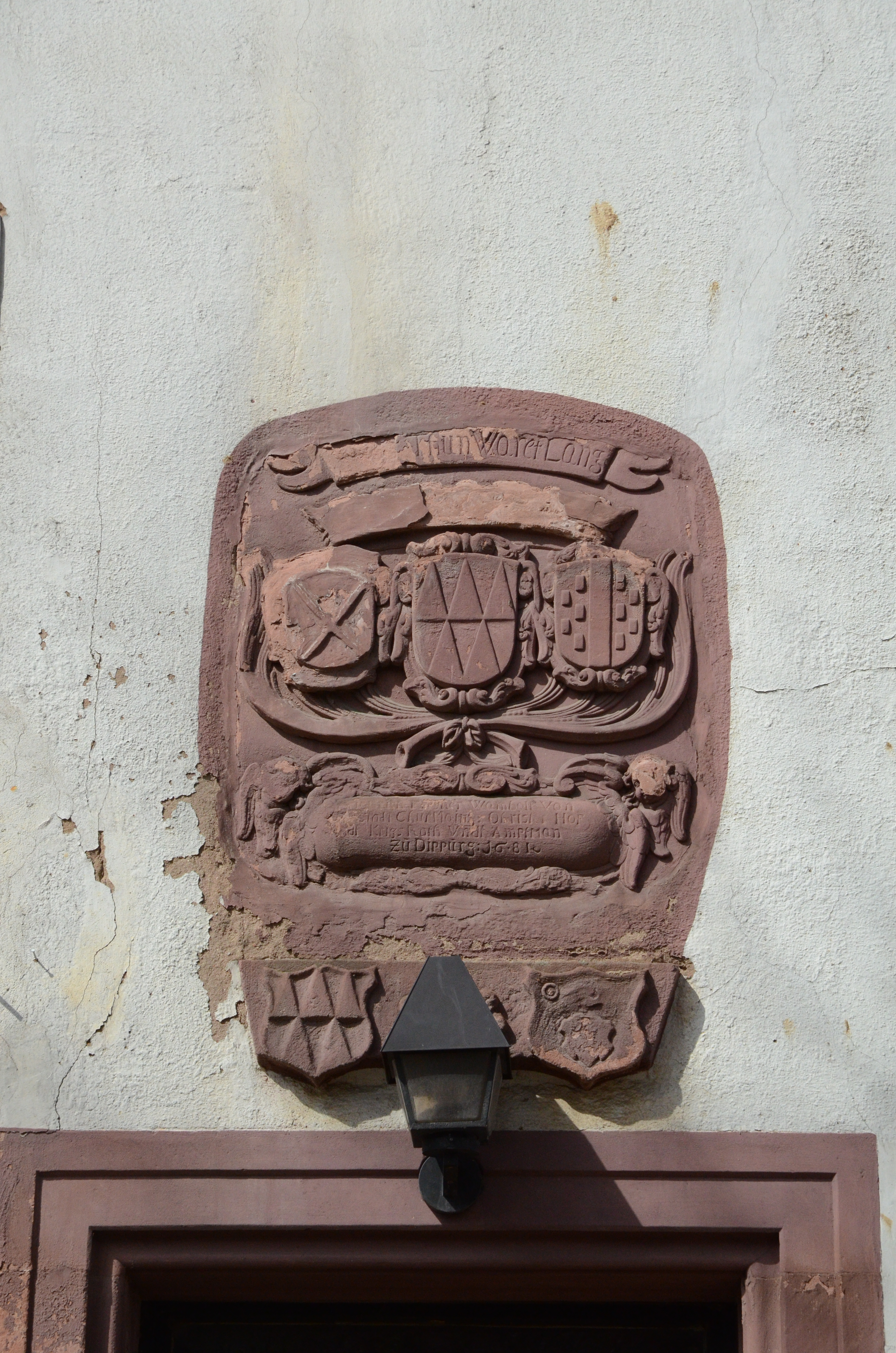
Die Wappentafel am Ostportal des Südflügels

Die Wappentafel über dem Ostportal des Südflügels ist Heinrich Friedrich von Wambolt (* 15. Juli 1628 Groß-Umstadt; † 14. Dezember 1688 Bensheim) und seinen beiden Gemahlinnen gewidmet: der ersten, Maria Ursula von Schönborn (* 27. September 1636; † 25. März 1677, ⚭ 12. Januar 1654) und Eva Maria Freiin von Hoheneck (* 22. Mai 1655 Aschaffenburg; † nach 1696, ⚭ 24. April 1678) (heraldisch linkes oberes Wappen). Anzumerken ist, dass das obere heraldisch rechte Wappen nicht das Schönbornsche Wappen darstellt. Hier liegt möglicherweise schon bei der Anfertigung ein Fehler vor, da das (heute schon stark zerstörte) Wappen dem Stammwappen der gleichnamigen Mutter Maria Ursula von Schönborn, geborene von Greiffenclau zu Vollrads (1612–1682), ähnelt. Über dem Dreierwappen ist der Wambolt’sche Wahlspruch eingraviert: „Recht Thun Waret Lang“ („Recht tun währet lang“). Unter dem Dreierwappen in einem von Putten und Voluten umgebenen ovalen, hervortretenden Schriftfeld stand früher der Text: „Friedrich Freyher Wambolt Von Umbstadt Chur.Mainz:Obrist. Hof Undt KrigsRath Undt AmptMan ZU Dippurg: 1681“. Heute ist beides auf dem Wappenstein schwer leserlich. Darunter sind die Wappen der Wambolt von Umstadt und der Knebel von Katzenelnbogen.

## Baugeschichte
Der Südflügel wurde über einer kleinen mittelalterlichen Burganlage gebaut, während der ältere Nordflügel in den Jahren 1600 bis 1602 zum Teil auf den Kellerfundamenten abgebrochener bürgerlicher Fachwerkhäuser errichtet wurde. Da man sich an Grundriss des Vorgängerbaus hielt, besitzt der Nordflügel im Innern keinen rechten Winkel. Der Abschnitt des Kellers mit dem Kreuzgratgewölbe wurde wohl zugleich mit dem Nordflügel errichtet. Den Südflügel errichtete man ca. 70 bis 80 Jahre später als den Nordflügel. Dafür wurde wohl der alte Treppenturm und der restliche Teil der kleinen Burganlage abgerissen. Die tonnengewölbten Keller aus dem 14.oder 15. Jahrhundert blieben allerdings dabei erhalten. Neuere Erkenntnisse lassen vermuten, dass der westliche Verbindungsbau schon gleichzeitig mit dem Nordflügel gebaut worden ist und sogar bis an den alten Treppenturm reichte, der demnach ungefähr an der Stelle stand, wo sich heute das große Treppenhaus befindet. Ein wenig unerklärlich bleibt das ursprüngliche, gänzliche Fehlen einer Treppe im Nord- und Westflügel.
Über den Baumeister des Schlosses und des Rathauses lässt sich bis heute nichts Definitives sagen. Der zuletzt in Darmstadt lebende Kunsthistoriker und Denkmalpfleger Johannes Sommer hatte in einer umfassenden Baudokumentation des Umstädter Rathauses den Baumeister Johannes Schoch ausfindig gemacht. Dieser war um 1600 am kurpfälzischen Hof unter Friedrich IV. als Baumeister im Dienst und hatte unter anderem den berühmten Friedrichsbau des Heidelberger Schlosses entworfen. Dahingegen ist der Groß-Umstädter Stadtarchivar a. D. Georg Brenner nach jahrelanger Archivarbeit auf einen gewissen Jacob Stoppani (oder auch Stuppanus) gestoßen, der im Zusammenhang mit dem bekannteren flämischen Baumeister Georg Robin steht. Stoppani war unter anderem an der Planung und dem Bau der Renaissanceschlösser in Kelsterbach und Höchst a. Main beteiligt, auch die Schlosskirche in Meerholz wurde von ihm umgebaut, wobei der dortige Kirchturm eine verblüffende Ähnlichkeit mit dem Umstädter Stadtturm aufweist. Z. B. tauchen an der Meerholzer Turmbrüstung genau die gleichen, noch gotischen, dreiteiligen Fischblasen wie in den Giebeln des Wambolt’schen Schlosses auf. Um 1680 hatte das Schloss äußerlich im Wesentlichen die heutige Form erreicht. Einzig der Dachstuhl des Verbindungsbaus wurde wohl um 1850 von einem vorher spitzen Pyramidendach in die heutige einfache Sattelform umgebaut.

## Heutige Nutzung
Das Schloss wurde zuletzt 1975 renoviert. Vier Jahrzehnte später war es in einem schlechten Zustand und bedurfte dringend einer Sanierung. Nachdem Verhandlungen zwischen der Stadt und den Wambolt von Umstadt gescheitert waren, erwarb der Groß-Umstädter Unternehmer Achim Karn 2014 das Schloss und begann mit der Instandsetzung, unterstützt von der Deutschen Stiftung Denkmalschutz. Bis Oktober 2017 wurden der Gewölbekeller und das Erdgeschoss (Nordflügel und Südflügel) renoviert sowie die Satteldächer grundlegend erneuert. Die Ost-, Süd- und Nordfassaden wurden ebenfalls saniert. 2016 wurde im Schlosspark ein Biergarten eröffnet. 2019 war die Restaurierung auch in den Innenräumen größtenteils abgeschlossen.

Bilder rund ums Schloss
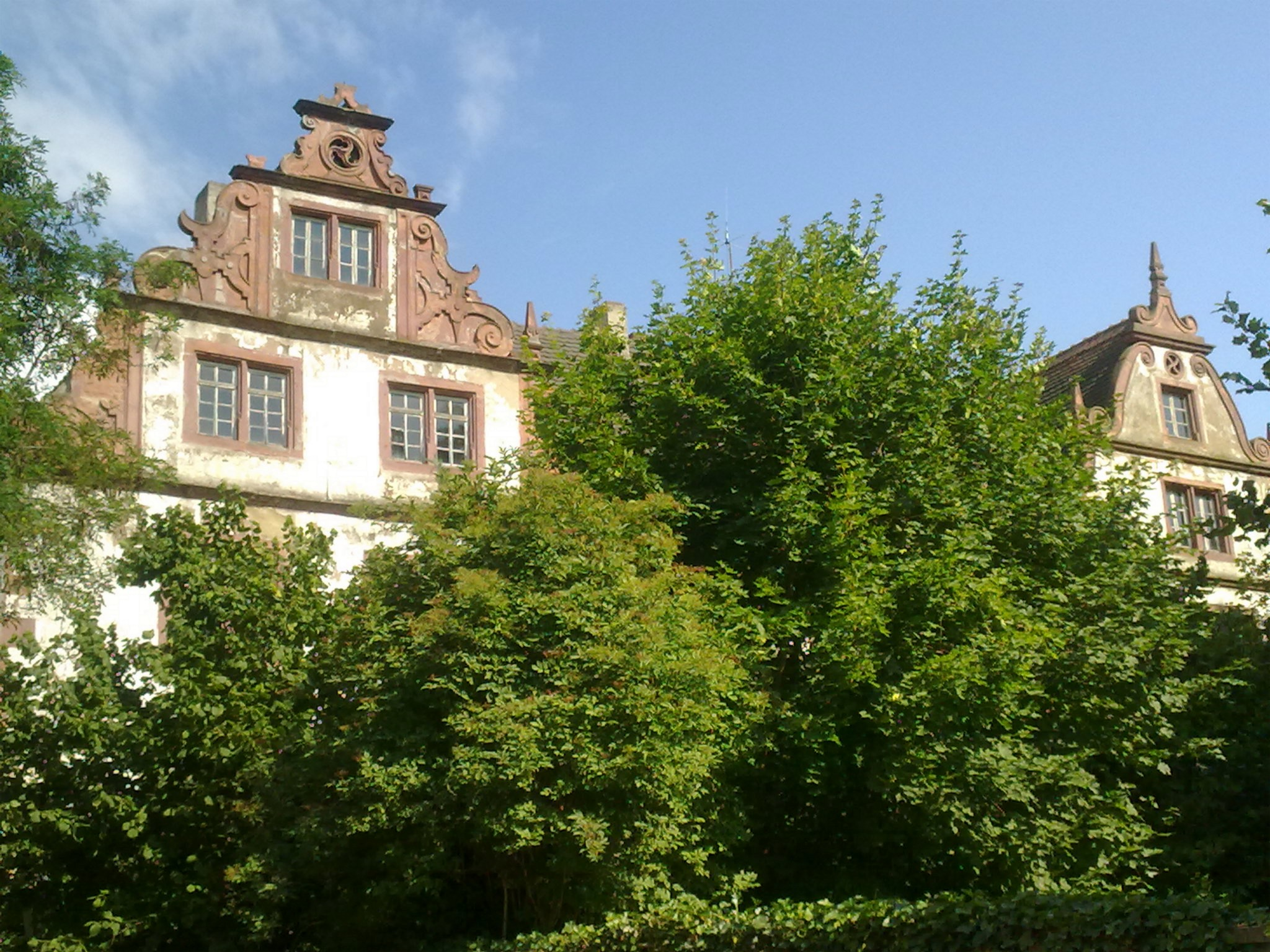
Die Westgiebel des Wambolt’schen Schlosses von Nordwesten her gesehen. Linker Giebel: Nordflügel (um 1600), rechter Giebel: Südflügel (um 1675)
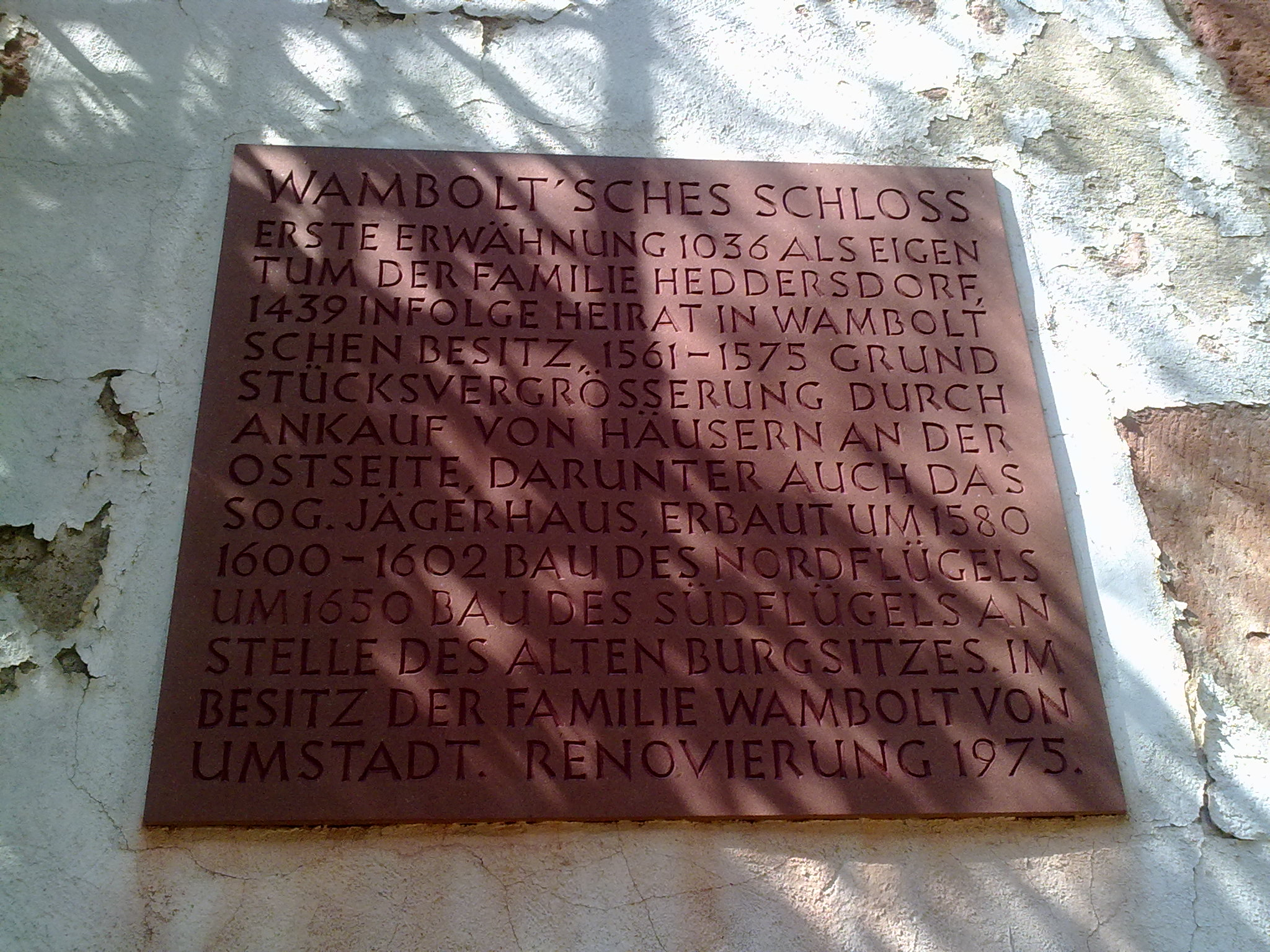
Die Infotafel an der Südostecke des Nordflügels
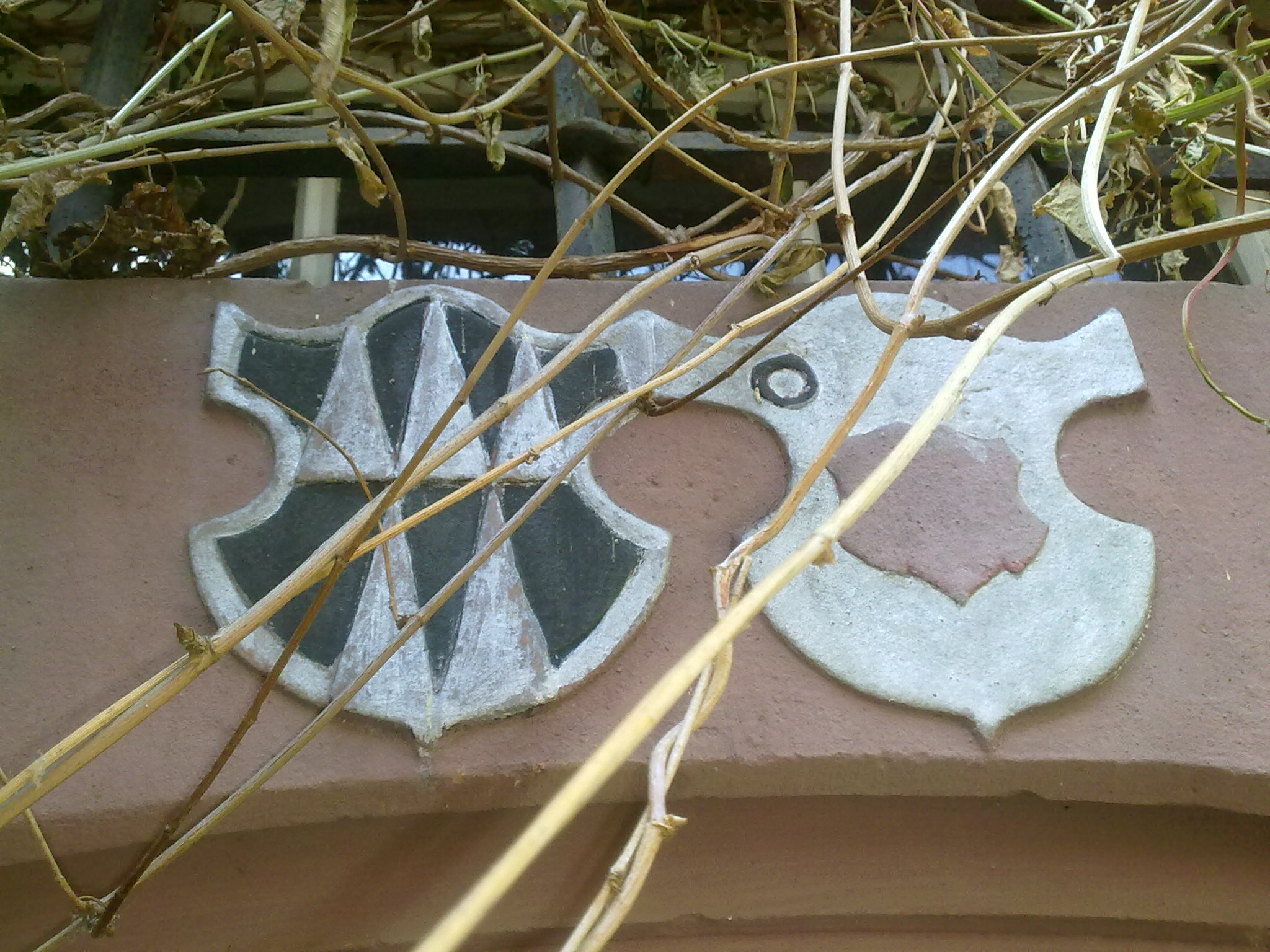
Das Doppelwappen am Portal des Nordflügels: Besitzerwappen der Wambolt von Umstadt und der Ministerialen Knebel von Katzenelnbogen

Im Rahmen des 42. Tages der Hessischen Denkmalpflege des Landesamtes für Denkmalpflege Hessen, der im Rahmen der 1275-Jahr-Feier der Stadt Groß-Umstadt am 27. und 28. April 2018 stattfand, wurde auch eine Führung durch das Wamboltsche Schloss angeboten, die mit Erläuterungen von Besitzer, begleitender Architektin und dem Landesdenkmalamt durchgeführt wurde und die gelungene Sanierung und Erhaltung des Schlosses unterstrich.

Innenansichten
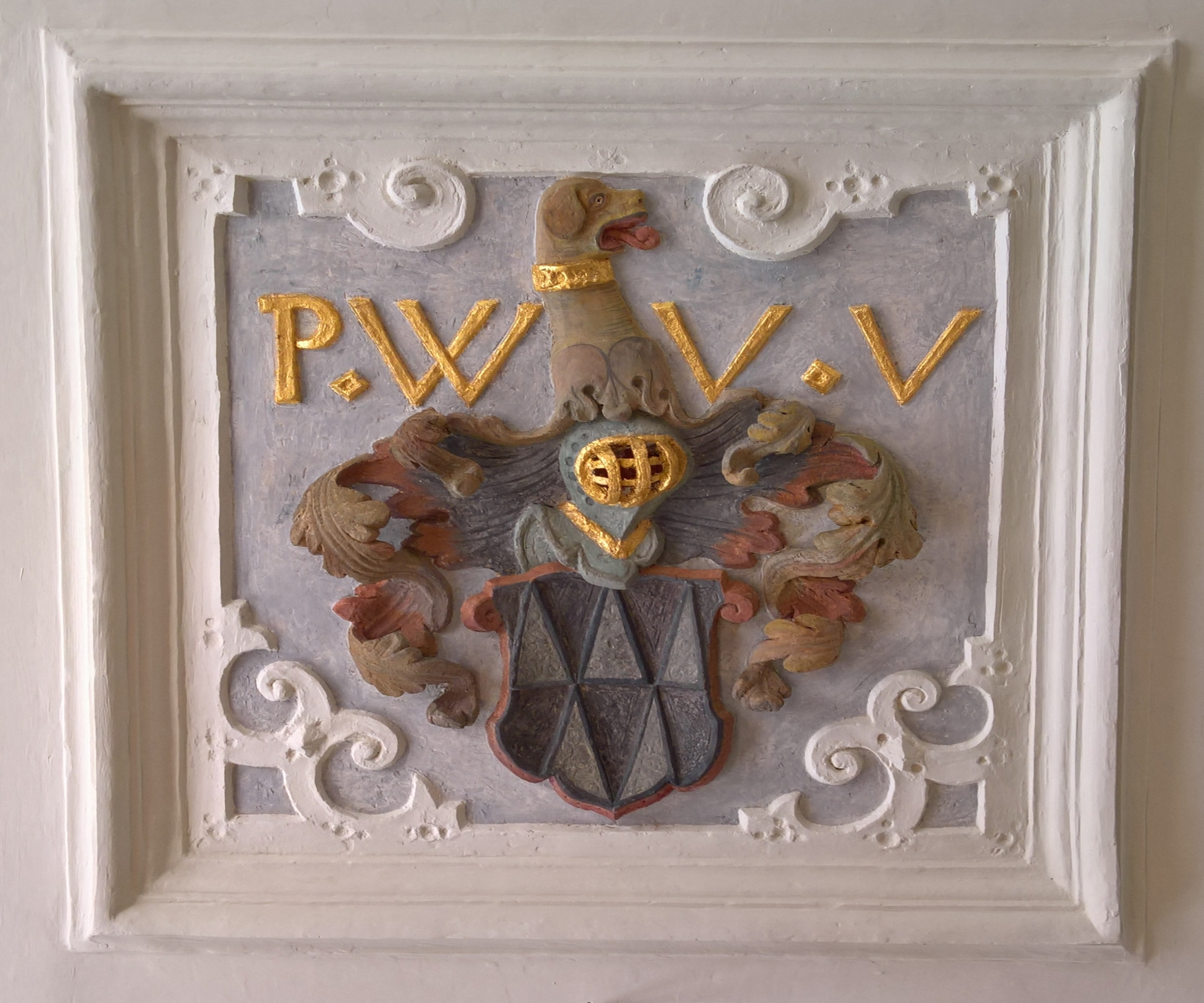
Das in Originalfarben wiederhergestellte Wambolt’sche Wappen im „Blauen Zimmer“
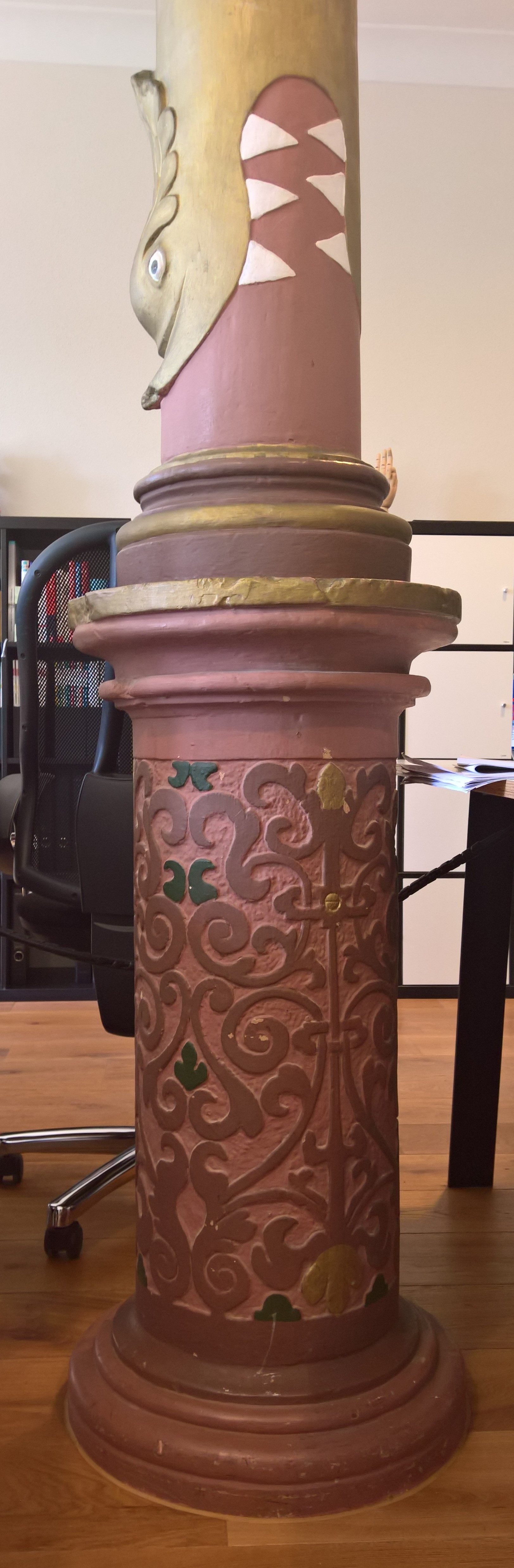
Die „Drachensäule“ im Ostflügel
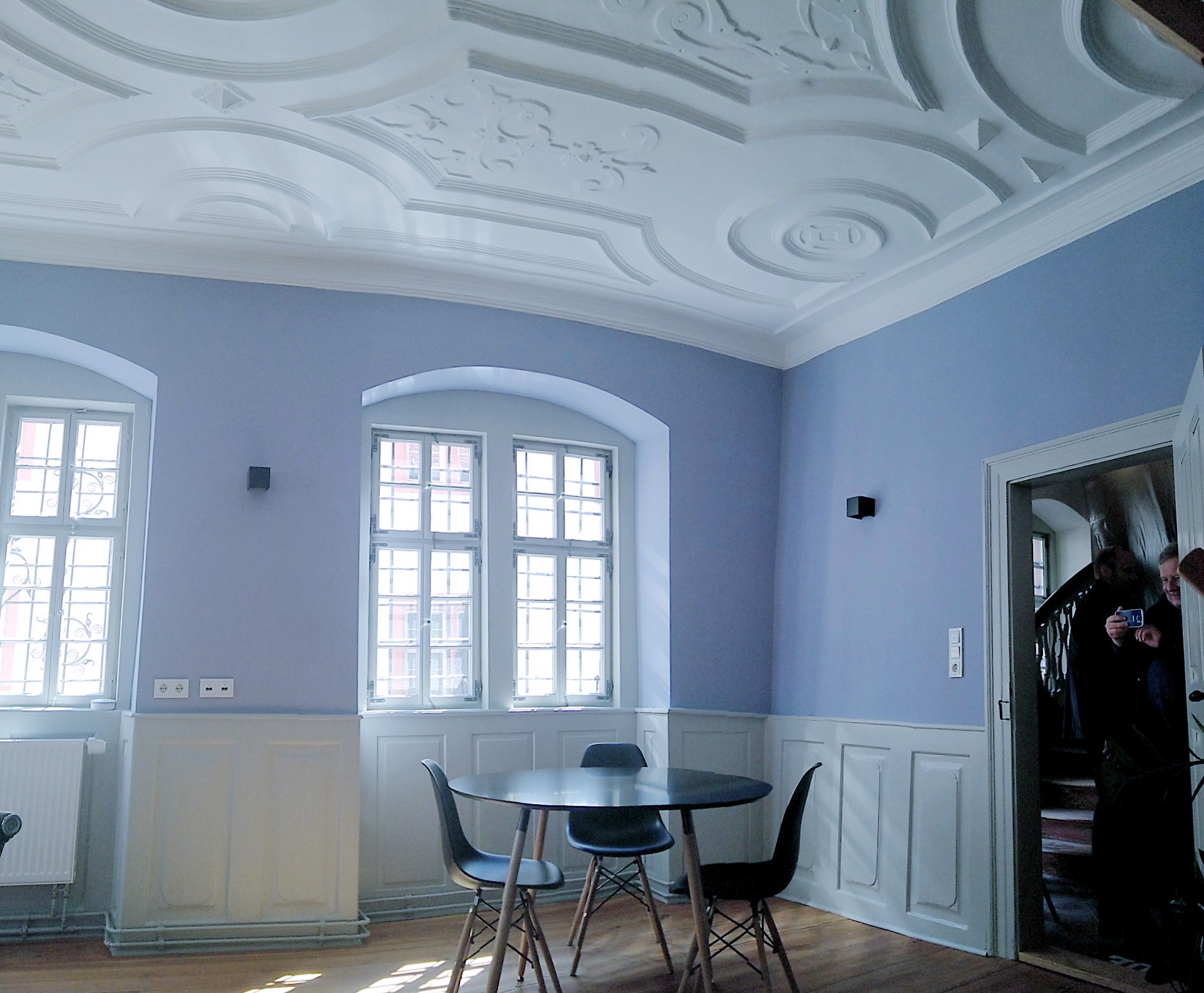
Der restaurierte „Blaue Salon“ mit Stuckdecke
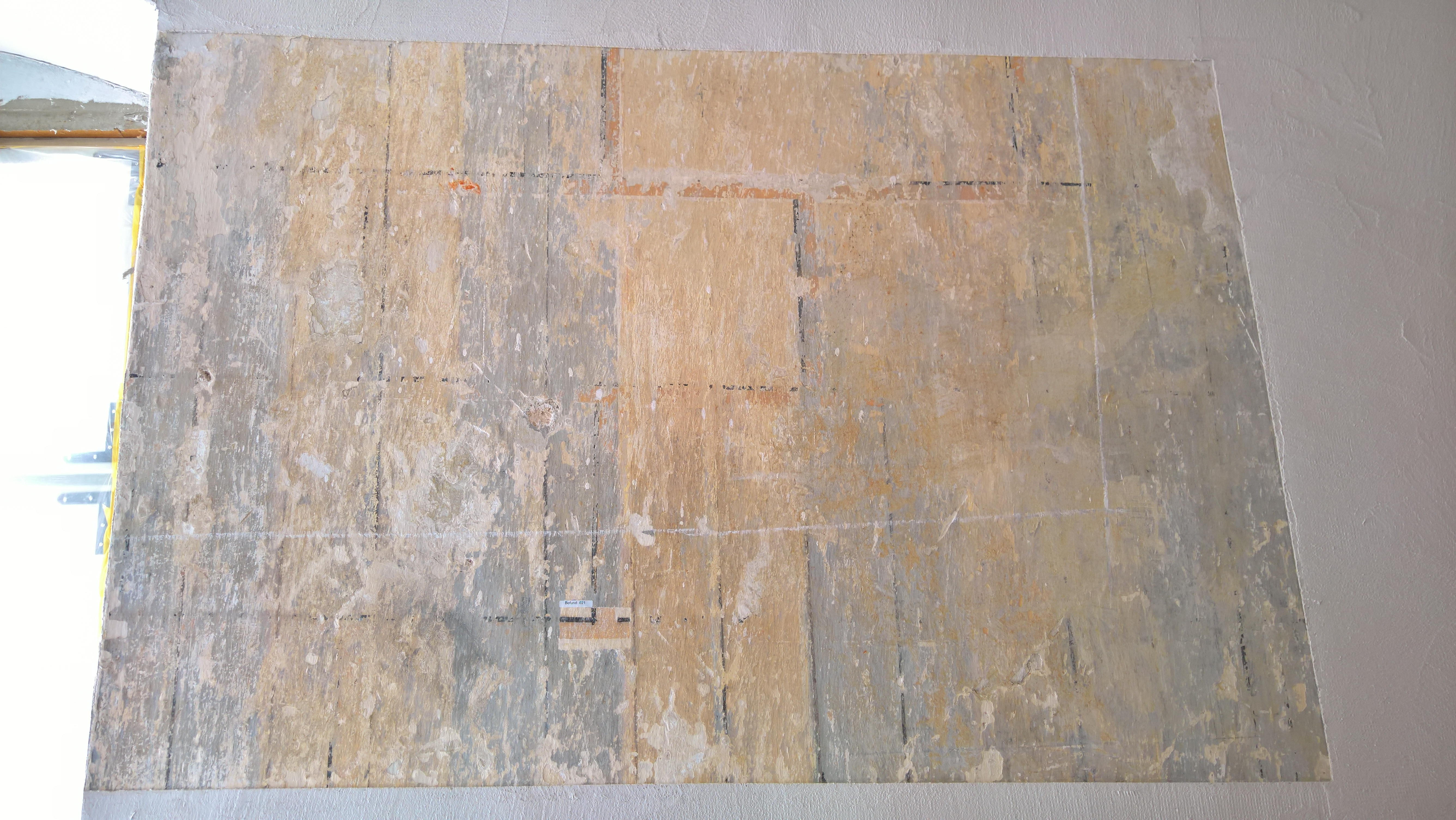
Ein restauriertes Wandstück mit Originalfarben der verschiedene Farbschichten

Der Hessische Denkmalschutzpreis für eine Privatperson 2019 ging an den Besitzer Achim Karn für die Bewahrung des Schlosses „vor dem Verfall ..., indem er es saniert und ihm seine städtebauliche Bedeutung zurückgegeben hat.“